# Ondřej Synek
Ondřej Synek (Brandýs nad Labem, Checoslovaquia, 13 de octubre de 1982) es un deportista checo que compitió en remo.
Participó en cuatro Juegos Olímpicos de Verano, entre los años 2004 y 2016, obteniendo en total tres medallas, plata en Pekín 2008, plata en Londres 2012 y bronce en Río de Janeiro 2016, en la prueba de scull individual.
Ganó doce medallas en el Campeonato Mundial de Remo entre los años 2003 y 2018, y siete medallas en el Campeonato Europeo de Remo entre los años 2007 y 2017.

## Palmarés internacional
| Juegos Olímpicos   | Juegos Olímpicos            | Juegos Olímpicos  | Juegos Olímpicos |
| Año                | Lugar                       | Medalla           | Prueba           |
| ------------------ | --------------------------- | ----------------- | ---------------- |
| 2008               | Pekín (China)               | Medalla de plata  | Scull individual |
| 2012               | Londres (Reino Unido)       | Medalla de plata  | Scull individual |
| 2016               | Río de Janeiro (Brasil)     | Medalla de bronce | Scull individual |
| Campeonato Mundial |                             |                   |                  |
| Año                | Lugar                       | Medalla           | Prueba           |
| 2003               | Milán (Italia)              | Medalla de bronce | Doble scull      |
| 2005               | Kaizu (Japón)               | Medalla de bronce | Scull individual |
| 2006               | Eton (Reino Unido)          | Medalla de bronce | Scull individual |
| 2007               | Múnich (Alemania)           | Medalla de plata  | Scull individual |
| 2009               | Poznań (Polonia)            | Medalla de bronce | Scull individual |
| 2010               | Cambridge (Nueva Zelanda)   | Medalla de oro    | Scull individual |
| 2011               | Bled (Eslovenia)            | Medalla de plata  | Scull individual |
| 2013               | Chungju (Corea del Sur)     | Medalla de oro    | Scull individual |
| 2014               | Ámsterdam (Países Bajos)    | Medalla de oro    | Scull individual |
| 2015               | Aiguebelette (Francia)      | Medalla de oro    | Scull individual |
| 2017               | Sarasota (Estados Unidos)   | Medalla de oro    | Scull individual |
| 2018               | Plovdiv (Bulgaria)          | Medalla de plata  | Scull individual |
| Campeonato Europeo |                             |                   |                  |
| Año                | Lugar                       | Medalla           | Prueba           |
| 2007               | Poznań (Polonia)            | Medalla de oro    | Ocho con timonel |
| 2010               | Montemor-o-Velho (Portugal) | Medalla de oro    | Scull individual |
| 2013               | Sevilla (España)            | Medalla de oro    | Scull individual |
| 2014               | Belgrado (Serbia)           | Medalla de oro    | Scull individual |
| 2015               | Poznań (Polonia)            | Medalla de plata  | Scull individual |
| 2016               | Brandeburgo (Alemania)      | Medalla de bronce | Scull individual |
| 2017               | Račice (República Checa)    | Medalla de oro    | Scull individual |